# Resolució 2155 del Consell de Seguretat de les Nacions Unides
La Resolució 2155 del Consell de Seguretat de les Nacions Unides fou adoptada per unanimitat el 27 de maig de 2014. El Consell va ampliar el mandat de la Missió de les Nacions Unides al Sudan del Sud per sis mesos fins al 30 de novembre de 2014.

## Detalls
La situació política, de seguretat i humanitària a Sudan del Sud s'havia deteriorat ràpidament a causa del conflicte polític del Moviment d'Alliberament del Poble Sudanès (SPLM) i la violència provocada per líders polítics i militars. A més es violaren els drets humans i moltes persones també van fugir.
L'Autoritat Intergovernamental pel Desenvolupament (IGAD) va iniciar un diàleg i s'esperava que totes les parts participessin en aquest procés. Aquesta organització també va establir un alto el foc el 23 de gener de 2014 i el 9 de maig es va signar l'acord per a la crisi a Sudan del Sud. També va establir el Mecanisme de Vigilància i Verificació (MVM) que havia de verificar el compliment de l'alto el foc.
El Consell va condemnar l'ús de la ràdio per difondre el discurs d'odi i incitar a la violència sexual contra un determinat grup de població. Es va demanar al govern que actués contra això. A més, va els condemnar atacs tant de forces governamentals com opositores contra la UNMISS, les instal·lacions petrolíferes i contra empreses petrolieres. A més, hi havia preocupació per l'ús de bombes de dispersió.
El mandat de la UNMISS es va ampliar fins al 30 de novembre de 2014 i va rebre l'assignació addicional de proporcionar protecció a la MVM i donar suport a la implementació dels acords conclosos. El component civil de la UNMISS es va reduir. També es va demanar a la UNMISS que augmentés la seva presència en el camp i patrullés més a les zones de conflicte.